# 奈斯托斯
奈斯托斯（希臘語：Νέστος）是希腊东马其顿和色雷斯大区卡瓦拉专区的市镇，行政中心为赫里苏波利斯镇。市镇面积为678.8平方公里，2021年人口数量为20,311人。
此市镇设立于2011年地方政府改革中，由原3个市镇合并而成，原市镇则成为此市镇的3个市区。市镇名字源自奈斯托斯河。